# Rio Alalaú
O rio Alalaú é um rio brasileiro ao sul do estado de Roraima. Seu curso dá-se no município de Rorainópolis, tendo como foz o rio Jauaperi. O rio marca a divisa estadual de Roraima e Amazonas.